# Киряк Пилаев
Киряк Пилаев (на гръцки: Κυριάκος Πυλάης (Πέτρος), на македонска литературна норма: Петре Пилаев) с псевдоним Петър е гръцки комунистически деец на СНОФ.

## Биография
Роден е в леринското село Горно Върбени. Включва се в гръцкото комунистическо движение. Вкаран е в затвора Акронавплия до 1941 година, когато Гърция е разгромена от Нацистка Германия. На 28 юни 1941 заедно с Андрей Чипов, Атанас Пейков, Лазар Дамов, и още 23 комунистически затворници от македонски произход той е освободен оттам по настояване на българското посолство в Атина пред германските окупационни власти.
Първи секретар на Леринския комитет на КПГ, основател и член на СНОФ, член на Политическия комитет за национално освобождение, деец на ЕДЛ. Запазва прогръцки позиции и е чужд на агресивната югославска политика.